# Trioxid de uraniu
Trioxidul de uraniu (de asemenea oxid de uranil sau oxid de uraniu (VI)) este un compus anorganic, un oxid al uraniului în starea de oxidare +6, cu formula UO3. Compusul se poate obține prin încălzirea azotatului de uranil la 400 °C. Are polimorfi, cel mai întâlnit fiind γ-UO3, care este un solid galben-portocaliu. Este ușor radioactiv.